# Warsaw (New York)
Warsaw è un comune (town) degli Stati Uniti d'America nella contea di Wyoming nello Stato di New York. La popolazione era di 5 064 persone al censimento del 2010. Si trova circa 37 miglia a sud-est di Buffalo e circa 37 miglia a sud-ovest di Rochester. Il comune prende il nome dalla città di Varsavia (Warsaw in inglese), la capitale della Polonia.
Il comune di Warsaw si trova al centro della contea e contiene un villaggio, chiamato anch'esso Warsaw. Il villaggio è il capoluogo della contea di Wyoming.

## Geografia fisica
Secondo lo United States Census Bureau, ha un'area totale di 35,5 miglia quadrate (91,9 km²).

## Storia
La città di Warsaw venne fondata nel 1803 per distacco dal comune di Batavia (nella contea di Genesee). Nel 1812, parte del territorio di Warsaw venne usato per formare il comune di Middlebury. Di nuovo nel 1814, parte di Warsaw fu ridotta per creare il comune di Gainesville.

## Società

### Evoluzione demografica
Secondo il censimento del 2000, c'erano 5 423 persone.

### Etnie e minoranze straniere
Secondo il censimento del 2000, la composizione etnica della città era formata dal 97,29% di bianchi, lo 0,39% di afroamericani, lo 0,31% di nativi americani, lo 0,94% di asiatici, lo 0,09% di altre razze, e lo 0,98% di due o più etnie. Ispanici o latinos di qualunque razza erano lo 0,68% della popolazione.